# Seaway
I Seaway sono un gruppo musicale pop punk canadese, formatosi a Oakville nel 2011.

## Storia del gruppo
Inizialmente il gruppo era il side-project del gruppo hardcore punk Rage Brigade, in cui suonavano Locke, Taylor ed Eichinger. Il nome è stato pensato da Shoji e Carleton che, andando alla stessa università, un giorno hanno visto un cartello in un corridoio con scritto seaway (letteralmente: "lungomare"). Hanno pubblicato l'EP F.I.G.H.T.M.U.S.I.C. e i singoli Slipping Away e Hard Love nel 2011.
Sono stati sotto contratto con la Pure Noise Records e con la Dine Alone Records. Dai loro esordi hanno pubblicato quattro album in studio e una raccolta.

## Stile musicale e influenze
Lo stile musicale dei Seaway è stato descritto come un misto di pop punk ed emo, oltre che alternative rock. Sum 41 e blink-182 sono stati citati come influenze per la band.

## Critica
Colour Blind si è posizionato al 32º posto nella lista delle migliori 50 pubblicazioni del 2015 di Rock Sound.
Il gruppo è stato inserito nella lista dei 14 album più attesi per il 2017 di Alternative Press.
Vacation si è posizionato al 12º posto nella lista delle migliori 50 pubblicazioni del 2017 di Rock Sound

## Formazione

### Formazione attuale
- Ryan Locke – voce (2011–presente)
- Andrew Eichinger – chitarra solista, cori (2011–presente)
- Adam Shoji – basso (2011–presente)
- Ken Taylor – batteria, percussioni (2011–presente)

### Ex componenti
- Patrick Carleton – chitarra ritmica, voce (2011–2019)

## Discografia

### Album in studio
- 2013 – Hoser
- 2015 – Colour Blind
- 2017 – Vacation
- 2020 – Big Vibe

### Raccolte
- 2019 – Fresh Produce

### EP
- 2011 – Seaway
- 2012 – Seaway/Safe to Say (split con Safe to Say)
- 2013 – Clean Yourself Up
- 2014 – All in My Head

### Singoli
- 2012 – Emily
- 2013 – Sabrina the Teenage Bitch
- 2015 – Freak
- 2015 – Best Mistake
- 2015 – Airhead
- 2015 – Growing Stale
- 2017 – Closer
- 2017 – Apartment
- 2017 – Something Wonderful
- 2017 – Curse Me Out
- 2017 – Lula on the Beach
- 2017 – London
- 2020 – Big Vibe
- 2020 – Wild Things
- 2020 – Still Blue